# Algea
Die Algea (altgriechisch Ἄλγεα Álgea, Singular Algos Ἄλγος Álgos, deutsch ‚Schmerz‘) sind in der griechischen Mythologie Personifikationen der Schmerzen.

In Hesiods Theogonie sind die Algea Töchter der Göttin der Zwietracht Eris, ihre Geschwister sind ebenfalls Personifikationen von für den Menschen negativ besetzten Begriffen. In der römischen Mythologie entspricht ihnen die Personifikation des Schmerzes Dolor.
Nach Hyginus sind die Algea hingegen Töchter des Aethers, des oberen Himmels, und der Gaia, der Erde. Hiermit wären die Algea mit Oizys, dem Daimon des Jammers und des Elends, und mit Penthos, dem Daimon der Klage, Verzweiflung und Trauer, verwandt.

## Bekannte Namen
Insgesamt gibt es drei bekannte Algea:
- Achos (ἄχος ákhos, deutsch ‚Schmerz‘) war der körperliche Schmerz, der Schmerz des Körpers, der durch Krankheiten, Gifte und Wunden verursacht wurde.
- Ania (ἀνία anía, deutsch ‚Kränkung, Kummer‘) war der psychische Schmerz, Schmerz des Geistes, der durch Stress, Probleme und Leiden des Lebens verursacht wurde.
- Lype (λύπη lýpē, deutsch ‚Traurigkeit‘) war der emotionale Schmerz, der Schmerz des Herzens, der durch Leiden, Traurigkeit und die Probleme des sentimentalen Lebens verursacht wurde.